# 3-Dezoksyantocyjanidyny

Chemiczna struktura antocyjanin, trzeci węgiel jest przedstawiony jako grupa R3

3-Dezoksyantocyjanidyny i ich glikozydy (3-dezoksyantocyjaniny, inaczej 3-DA) – organiczne związki chemiczne o szkielecie antocyjanidyn, w których brakuje grupy hydroksylowej przy trzecim węglu.
3-Dezoksyantocyjanidyny są żółtymi antocyjanidynami, które występują przede wszystkim w paprociach i mchach, w sorgo japońskim i odmianie kukurydzy maíz morado.
3-Dezoksyantocyjanidyny wykazują dużą stabilność barwy przy zmianie pH. Syntetyczne 3-dezoksyantocyjanidyny z grupą karboksylanową przy czwartym atomie węgla wykazują niezwykle stabilne właściwości barwników spożywczych przy wartościach pH 7.
Do kategorii 3-dezoksyantocyjanidyn należą m.in.:
- apigeninidyna
- kolumnidyna
- diosmetynidyna
- luteolinidyna
- tricetinidyna